# ギャングの肖像
『ギャングの肖像』（ギャングのしょうぞう、英: Portrait of a Mobster）は1961年に公開された米国映画。監督はジョセフ・ペヴニー。
ヴィック・モローが主人公のダッチ・シュルツを演じており、他にレスリー・パリッシュ、レイ・ダントンが出演した。本作品でダントンは『暗黒街の帝王 レッグス・ダイヤモンド』に続いて再びレッグス・ダイアモンドの役を演じている。